# Lettisches Museum für Eisenbahngeschichte
Das Lettische Museum für Eisenbahngeschichte (lettisch: Latvijas dzelzceļa vēstures muzejs) verfügt über Standorte in Riga und Jelgava. Es gehört zum lettischen Eisenbahn-Unternehmen Latvijas dzelzceļš. Es verfügt über die größte Sammlung von Breitspurfahrzeugen im gesamten Baltikum.

## Riga
Das Museum am Standort Riga  befindet sich im Rigaer Stadtteil Pārdaugava, es ist in einer ehemaligen Lokomotivreparaturwerkstatt untergebracht, nicht weit davon entfernt befindet sich die Lettische Nationalbibliothek die auch als „Schloss des Lichts“ bekannt ist. Im Ausstellungsgebäude werden Objekte rund um das Thema Lettische Eisenbahn, wie Uniformen, Fahrpläne oder auch Fahrkarten präsentiert, außerhalb des Gebäudes können die Besucher unterschiedliche Lokomotiven, Waggons und anderes, für den Eisenbahnbetrieb notwendiges Equipment bestaunen. Besonders stolz ist das Museum auf einen Triebzug der Baureihe ER2, die zu Sowjetzeiten in der Rigaer Waggonfabrik entwickelt und gefertigt wurden, sowie eine Diesel-Lok vom Typ TEP60 sowie das einzige als bekannt erhalten gebliebene Exemplar der Baureihe WL26 mit der Nummer ВЛ26.005 bekannt, welche sich im Museum der Eisenbahngesellschaft Lettlands in Riga befindet.

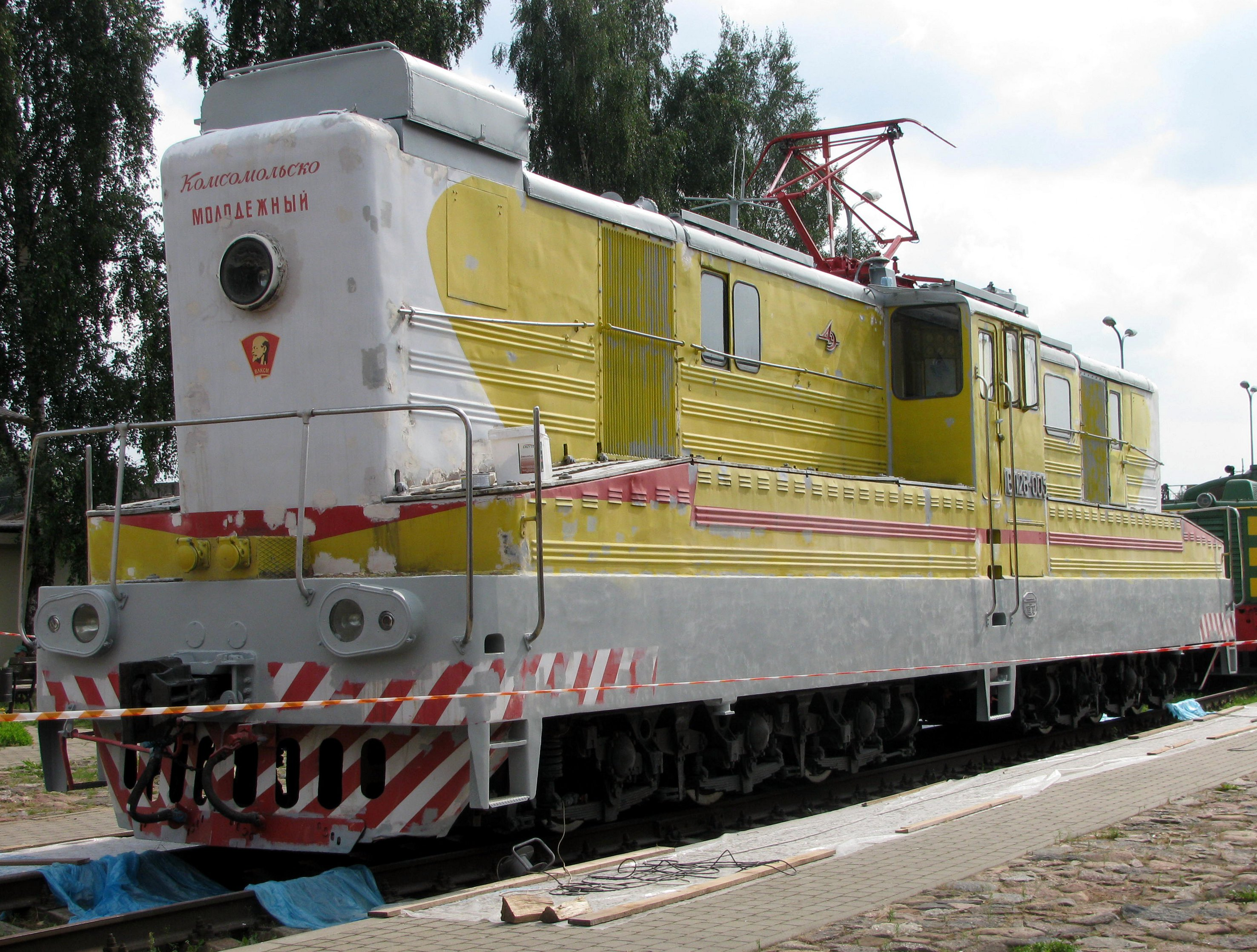
WL-26
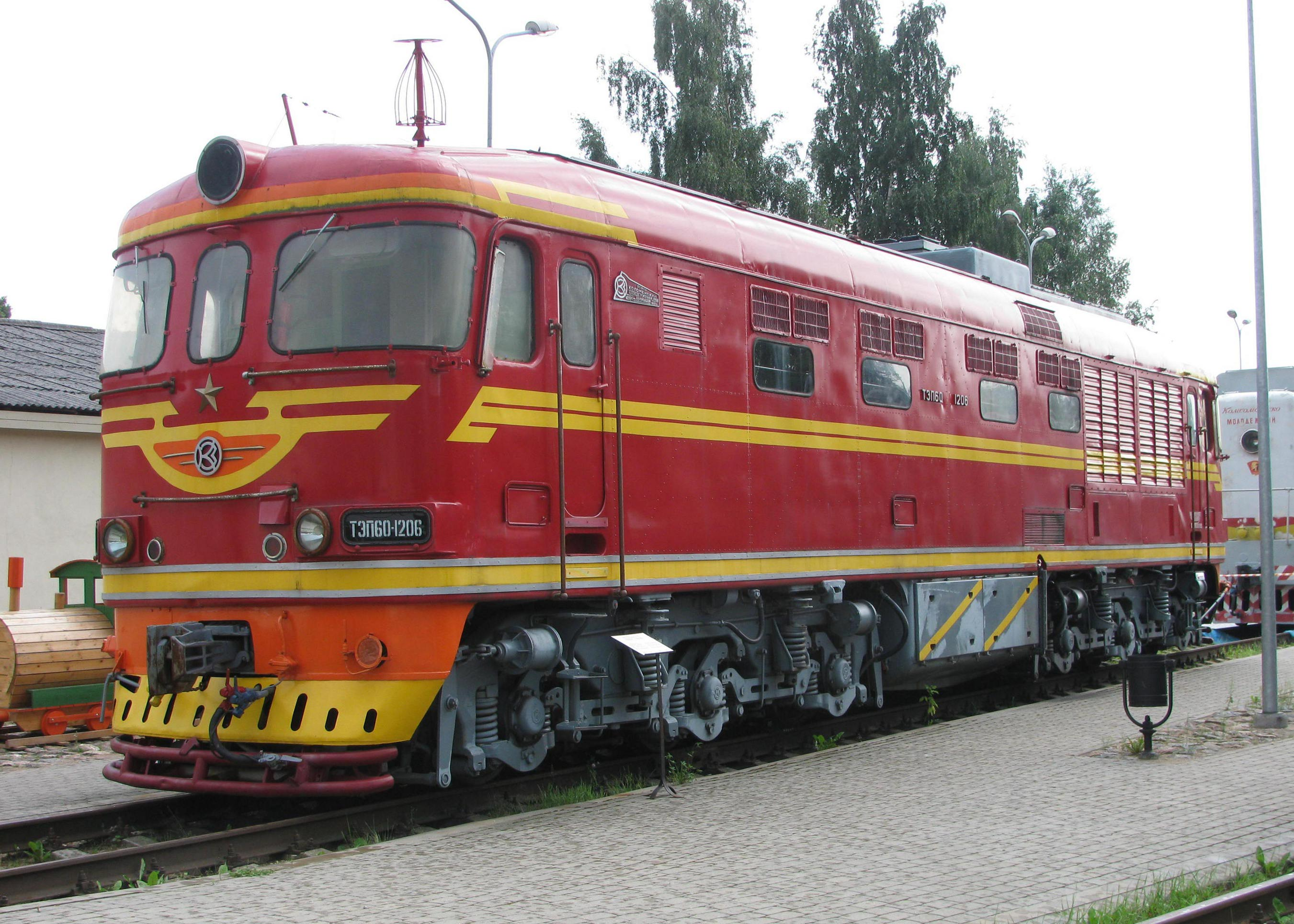
TEP60

## Jelgava
Das Museum am Standort Jelgava  wurde am 24. Dezember 1982 eröffnet. An diesem Tag machte der Jelgava Railway Club seine Sammlung von Objekten der Eisenbahnabteilung Jelgava der Öffentlichkeit zugänglich. 1991 zog diese Museumsabteilung in das im Jahre 1903 erbaute Eisenbahnerwohnheim um. Die Ausstellung umfasst Signalanlagen, Kupplungen, Trolleys, Radsätze von Lokomotiven, Hydranten, Ausrüstung für Bahnübergänge und andere Objekte die bei der lettischen Eisenbahn verwendet wurden.